# Sulzbach-Laufen
Sulzbach-Laufen è un comune tedesco di 2 529 abitanti,, situato nel land del Baden-Württemberg.